# Aeroportul Ust-Kut
Aeroportul Ust-Kut (IATA: UKX, ICAO: UITT) este un aeroport din Q4478459⁠(d), Ust-Kutsky District⁠(d), Regiunea Irkutsk, Rusia ce deservește zona Ust-Kut⁠(d). Aeroportul a fost tranzitat în 2018 de 90.026 de pasageri. A fost deschis în 1963 și numit după zona deservită.
Situat la o altitudine de 667 m, aeroportul dispune de 1 pistă.

## Infrastructură

### Piste
Aeroportul dispune de o singură pistă. Pista 12/30 are suprafața de asfalt și dimensiunile 2.000 m × 45 m. 